# Pseudorbitella
Pseudorbitella es un género de foraminífero bentónico considerado un sinónimo posterior de Orbitocyclina de la subfamilia Pseudorbitellinae, de la familia Pseudorbitoididae, de la superfamilia Rotalioidea, del suborden Rotaliina y del orden Rotaliida. Su especie tipo era Pseudorbitella americana. Su rango cronoestratigráfico abarca desde el Campaniense hasta el Maastrichtiense (Cretácico superior).

## Clasificación
Orbitocyclina incluía a la siguiente especie:
- Pseudorbitella americana †